# Елжбета Завацка
Елжбѐта Зава̀цка (на полски: Elżbieta Zawacka), известна също с военния псевдоним Зо, е полски университетски преподавател, инструктор, агент на SOE и борец за свобода по време на Втората световна война. Тя е бригаден генерал от полската армия (Втората и последна жена в историята на полската армия, достигнала този ранг). Единствената жена сред Тихите невидими, тя отначало служи като куриер в Армия Крайова, пренасяйки писма и други документи от окупираната от нацистите Полша към Полското правителство в изгнание и обратно. Редовният ѝ маршрут преминава от Варшава през Берлин и Швеция до Лондон, Тя също така е отговорна за организирането на маршрути за други куриери на съпротивителната полска армия.

## Биография
Завацка е родена в Торун, част от Пруска Полша и завършва университета на Познан със специалност математика. В края на 1930 тя работи като преподавател в няколко гимназии и като инструктор за полувоенната организация за женско военно обучение. По време на Полската кампания през септември, тя е командир на жените в област Силезия и взема участие в защитата на Лвов.
През октомври 1939 тя се присъединява към Силезския клон на Съюза за въоръжена борба под боен псевдоним „Зелма“, който по-късно е променен на „Zo“. В края на 1940 тя е преместена в Варшава и започва куриерски пътувания. Тя е и заместник в Загрода – Тайното Министерство на външните съобщения на Армия Крайова. През февруари 1943 Зо пътува из Германия, Франция и Испания до Гибралтар, където е транспортирана със самолет до Лондон. Във Великобритания тя преминава парашутистко обучение и на 10 септември 1943 г. е пусната над Полша, като единствената жена в историята на специалния отряд на Тихите невидими.
През 1944 Завацка участва във Варшавското въстание и след неговия крах се премества в Краков, където продължава подривната си дейност. През 1945 г. Зо се присъединява към анти-комунистическа организация Свобода и независимост (WiN), но напуска скоро след това и работи като преподавател.
През 1951 г. тя е била арестуван и измъчван от Службата за сигурност на Министерството на вътрешните работи. Тя бе осъден на 10 години затвор за измяна и шпионаж, но присъдата ѝ бе съкратен и тя е била освободена през 1955. След освобождаването си от затвора, тя получава докторска степен от Гданския университет и е на безсрочен трудов договор като професор в Института по педагогика в Университет „Николай Коперник“ в Торун. Тя се оттегля от преподаването през 1978 г., след като служба за сигурност затвори отдела. Тя сътрудничи с политическата организация „Солидарност“ през 1980 г.
Елжбета Завацка умира на 100-годишна възраст.